# Малий Кавказ
Мали́й Кавка́з (азерб. Kiçik Qafqaz, вірм. Փոքր Կովկաս, груз. მცირე კავკასიონი), гірська система в Закавказзі, що простягається майже паралельно Великому Кавказу, відділена від нього Колхидською і Куранською низовинами і охоплює з півночі й північного сходу Вірменське нагір'я. Найвища точка — гора Гямиш (3724 м), хребет Муровдаг.

## Загальна характеристика
До системи Малого Кавказу входять, змінюючи один одного по простяганню, складчасті хребти Месхетський, Тріалетський, Сомхетський, Мургузький, Шахдагський, Муровдаг, Карабаський, які утворюють пологу дугу, звернену опуклою стороною на північний схід. На північному схилі переважають в низькогір'ях на заході — лісові ландшафти вологих субтропіків, на сході — субтропічні ландшафти ксерофітних лісів і чагарників, в середньогір'ях — гірсько-лісові, на гребенях хребтів — гірсько-лугові. На південному схилі — здебільшого степи з рідколіссям і чагарниками, зливаються зі степовими ландшафтами Вірменського нагір'я.

## Орографія
На формуванні нинішньої орографії Малого Кавказу позначилася ерозія, і головна роль при цьому належала воді. Опади змили пухкі частинки і створили постійний резерв підземних вод. Водозбори наповнилися водою та утворилися озера і потужна мережа проточних вод — річки.
У Малого Кавказу чотири основних водозбори — Кура й Аракс для 90 % всієї гірсько-долинної системи, а для решти 10 %, розташованих на захід від вододілу Чорного і Каспійського морів — Ріоні і Чорох, а також кілька незначних річечок, що впадають у Чорне море між гирлами останніх. Як раз внутрішня частина цього водозбору між названими річками, які утворюють в плані ромб, і є Малий Кавказ. Як і в інших гірсько-долинних системах, від головного вододільного хребта Малого Кавказу відгалужується безліч тупикових відрогів або хребтів, які відходять під прямим або гострим кутом. Усі вони — результат діяльності поверхневих вод, які стікали в усі сторони від вищих вододільних точок західного і східного піднесень південного острова в локальні водозбори. При цьому найвищі вершини Малого Кавказу опинилися поза лінією головного вододільного хребта.
На Малому Кавказі єдиний чотиритисячник — Арагац (4090 м) завершує південний тупиковий однойменний відрог. Вершини понад 3800 м розташувалися на південному кінці найдовшого хребта — Зангезурського (Капиджиг, Казангельдаг, Сапардара, Яглудара), а вищі 3700 м — на Мровдагському тупиковому хребті — Гямиш (3724 м). У самому ж головному вододільному хребті Малого Кавказу найвища точка — маловідома Делідаг (3616 м), розташована на стику хребтів Міхтукянд і Делідагського.
Від Великого Кавказу відрізняється відсутністю головного осьового хребта, меншими абсолютними висотами вершин (не більше 4000 м), значно менш різким розчленуванням і незначними проявами сучасного зледеніння.
Протяжність — близько 600 км.

## Клімат
На формування клімату Малого Кавказу крім географічного положення впливають ще шість місцевих факторів:
- наявність заслону (Головний вододільний хребет Великого Кавказу) від північних потоків повітря;
- пом'якшувальний морський вплив на клімат західної третини МК;
- пригальмовуючий вплив поперечного чорноморсько-каспійського вододілу в Закавказзі на поширення морського клімату на каспійський басейн МК;
- відсутність морського впливу Каспію на МК;
- тенденції континентальності, що накладаються прилеглим закордонним високогір'ям на східну половину МК;
- висотна зональність, особливо в західній, середній і східній частинах МК.

Ці чинники зумовили поділ клімату МК на шість типів:
1. У чорноморському басейні МК — субтропічний вологий з кількістю опадів від 800 до 2000 мм на рік (до 2500 мм на схилах Месхетського хребта).
2. У грузинській частині долини Кури — субтропічний помірний з кількістю опадів від 500 до 800 мм на рік.
3. У вірменській частині МК — субтропічний сухий з кількістю опадів від 400 до 600 мм на рік.
4. В азербайджанському степовому межиріччі Кури і Араксу — континентальний з кількістю опадів від 200 до 400 мм на рік.
5. Середньогірський — континентальний з кількістю опадів від 500 до 800 мм на рік.
6. Гірсько-тундровий — на висотах від 2000 м і вище з кількістю опадів від 700 до 1600 мм в рік.

Літо в регіонах перших чотирьох типів клімату жарке, в останніх двох — помірно тепле. Середня температура липня в першому регіоні 25°, у другому і третьому — 22°, в четвертому — 26°, у п'ятому — 20°, в шостому — 10°. Зима в перших п'яти регіонах м'яка, в шостому сувора, тундрова, на 4-6 місяців. Середня температура січня в першому регіоні +4°, у наступних чотирьох до мінус −6°, в шостому, а також на сході історико-етнографічної області Самцхе (Ахалкалакський і Богданівський райони Грузії, званої за суворість тут клімату «Грузинської Сибіром») нижче −10°.
Сніговий покрив має стійкий характер лише в середньогір'ї і у високогір'ї, але товщина його різна. На висотах понад 2000 м у межах Грузії товщина сніжного покриву становить не менше 100 см (в «Грузинському Сибіру» до 200 см), в долинах Вірменії та західного Азербайджану — 20-50 см, а на гірських хребтах до 200 см. На висотах понад 2000 м сніг лежить з листопада по травень, вище 2300 м — з жовтня по червень, і перевали в цей час року закриті, якщо через них не лежить автодорога, на якій ведуться регулярні снігоочисні роботи.
Безморозний період триває в передгір'ях чорноморського басейну понад 350 днів у році, в грузинській частині долини Кури — 340—350, у степовій азербайджанській частині долин Кури і Араксу — 300, в долинах Вірменії — 250, в грузинському середньогір'ї — 170, у вірменському і в азербайджанському середньогір'ї — 180 днів.

Заледеніння на МК незначне. Тому льодовики не є важливим джерелом живлення річок.

## Флора
На північному схилі переважають: на заході — лісові ландшафти вологих субтропіків, на сході — субтропічні ландшафти ксерофітних лісів і чагарників, в середньогір'ї — гірсько-лісові, на гребенях хребтів — гірсько-лугові. На південному схилі — здебільшого степи з рідколіссям і чагарниками, зливаються зі степовими ландшафтами Вірменського нагір'я. Ліси хвойні й широколистяні.

## Хребти
До системи Малого Кавказа входять, змінюючи один одного по простиранню, складчасті хребти, які утворюють пологу дугу, звернену опуклою стороною до північного сходу.
- Аджаро-Імеретинський хребет
- Тріалетський хребет
- Месхетський хребет
- Сомхетський хребет
- Севанський хребет (Шахдагський)
- Мургузький хребет
- Мравський хребет (Муровдаг)
- Карабаський хребет (південно-східним органічним продовженням Карабаського є Талиські гори)

## Нагір'я
У пізньому міоцені значні площі в центральній частині Малого Кавказу були охоплені потужним наземним вулканізмом, який створив Джавахетське, Карабаське вулканічне нагор'я з низкою великихстратовулканів (Арагац і ін.). Вулканічна діяльність тривала до голоцену включно.

## Фотогалерея

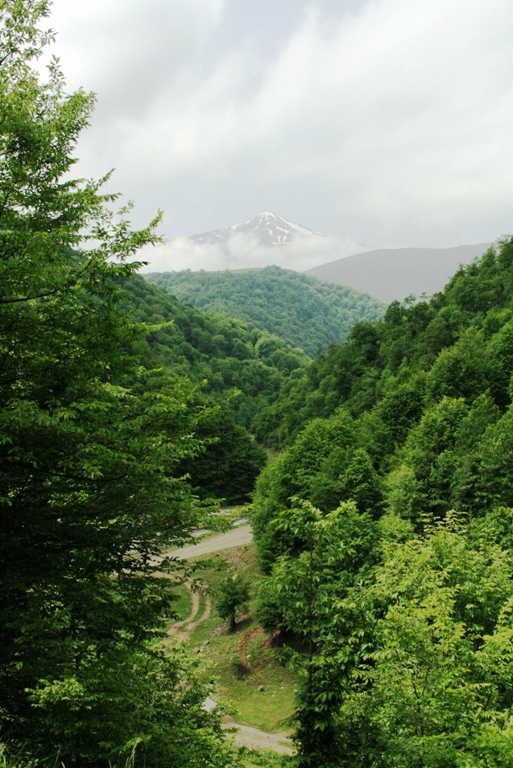
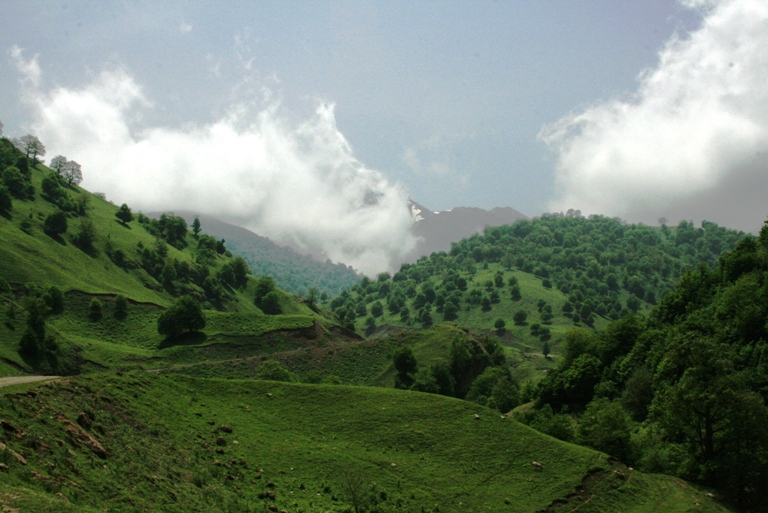
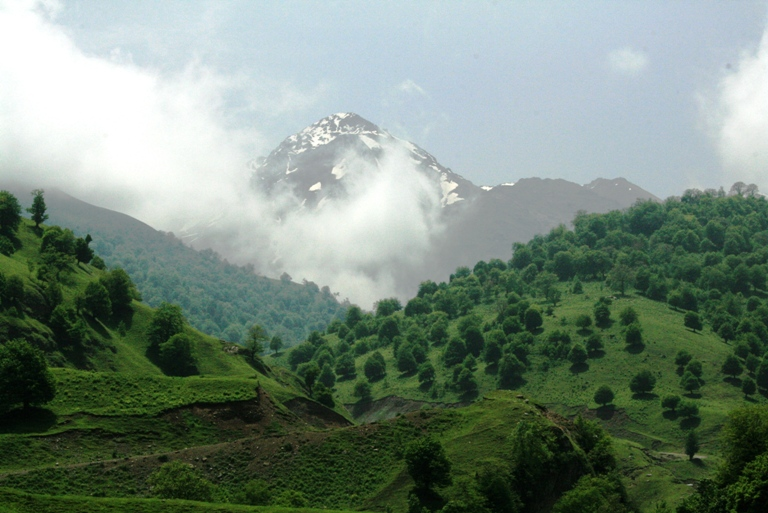
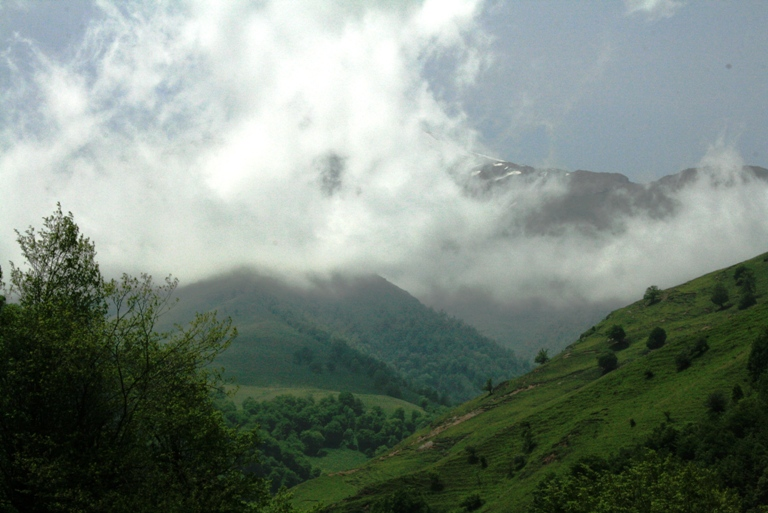
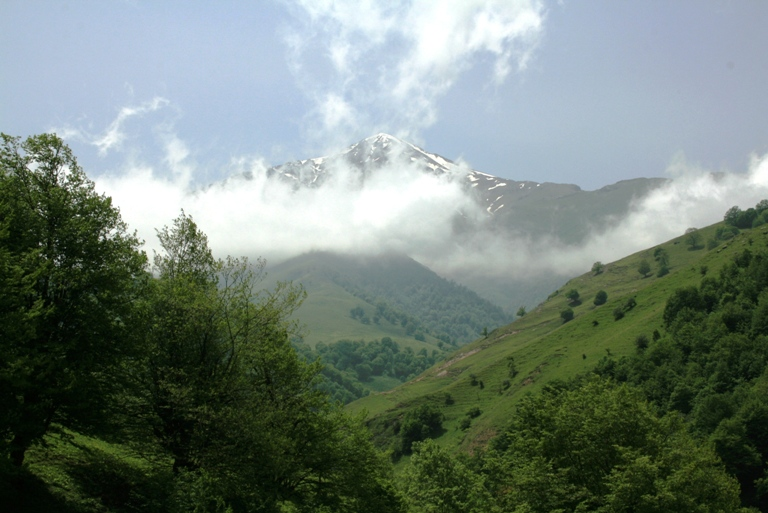